# Gasteracantha curvistyla
Gasteracantha curvistyla là một loài nhện trong họ Araneidae.
Loài này thuộc chi Gasteracantha. Gasteracantha curvistyla được Maria Dahl miêu tả năm 1914.